# Цалка
Ца́лка (груз. წალკა) — город на юге Грузии, административный центр Цалкского муниципалитета, относится к краю Квемо-Картли. Один из центров исторической области Триалетия.

## География
Город расположен на юго-восточном берегу Цалкского водохранилища.
Через город проходит железнодорожная линия Тбилиси — Ахалкалаки. Рядом с городом находится железнодорожная станция Цалка. Город является столицей административного района Цалка, который включает в себя около 48 деревень, более чем в 40 из которых проживали греки.
Участок расположен на плато Триалети — примерно 1600 метров над уровнем моря; это означает, что даже летом город остаётся прохладным местом.
В городе есть гидроэлектростанция (ГЭС), расположенная на берегу озера Цалка. Озеро в деревне Санамер является искусственным и было создано с целью электрификации этого региона. Район окружён горами и пышными лесами с высокой плотностью деревьев.

## История
9 января 1957 года Цалка получила статус посёлка городского типа, а в 1984 году — статус города.